# 480 km Doningtona 1990
480 km Doningtona 1990 je bila sedma dirka Svetovnega prvenstva športnih dirkalnikov v sezoni 1990. Odvijala se je 2. septembra 1990.

## Rezultati
| Poz     | Razred | Št | Moštvo                           | Dirkači                              | Šasija                             | Gume | Krogi |
| Poz     | Razred | Št | Moštvo                           | Dirkači                              | Motor                              | Gume | Krogi |
| ------- | ------ | -- | -------------------------------- | ------------------------------------ | ---------------------------------- | ---- | ----- |
| 1       | C      | 1  | Team Sauber Mercedes             | Jean-Louis Schlesser Mauro Baldi     | Mercedes-Benz C11                  | G    | 120   |
| 1       | C      | 1  | Team Sauber Mercedes             | Jean-Louis Schlesser Mauro Baldi     | Mercedes-Benz M119 5.0L Turbo V8   | G    | 120   |
| 2       | C      | 2  | Team Sauber Mercedes             | Jochen Mass Heinz-Harald Frentzen    | Mercedes-Benz C11                  | G    | 120   |
| 2       | C      | 2  | Team Sauber Mercedes             | Jochen Mass Heinz-Harald Frentzen    | Mercedes-Benz M119 5.0L Turbo V8   | G    | 120   |
| 3       | C      | 22 | Spice Engineering                | Tim Harvey Cor Euser                 | Spice SE90C                        | G    | 118   |
| 3       | C      | 22 | Spice Engineering                | Tim Harvey Cor Euser                 | Ford Cosworth DFR 3.5L V8          | G    | 118   |
| 4       | C      | 24 | Nissan Motorsports International | Kenny Acheson Gianfranco Brancatelli | Nissan R90CK                       | D    | 117   |
| 4       | C      | 24 | Nissan Motorsports International | Kenny Acheson Gianfranco Brancatelli | Nissan VHR35Z 3.5L Turbo V8        | D    | 117   |
| 5       | C      | 21 | Spice Engineering                | Eric van de Poele Bruno Giacomelli   | Spice SE90C                        | G    | 117   |
| 5       | C      | 21 | Spice Engineering                | Eric van de Poele Bruno Giacomelli   | Ford Cosworth DFR 3.5L V8          | G    | 117   |
| 6       | C      | 23 | Nissan Motorsports International | Julian Bailey Mark Blundell          | Nissan R90CK                       | D    | 117   |
| 6       | C      | 23 | Nissan Motorsports International | Julian Bailey Mark Blundell          | Nissan VHR35Z 3.5L Turbo V8        | D    | 117   |
| 7       | C      | 7  | Joest Porsche Racing             | Bob Wollek Frank Jelinski            | Porsche 962C                       | M    | 116   |
| 7       | C      | 7  | Joest Porsche Racing             | Bob Wollek Frank Jelinski            | Porsche Type-935 3.2L Turbo Flat-6 | M    | 116   |
| 8       | C      | 11 | Porsche Kremer Racing Convector  | Anders Olofsson Anthony Reid         | Porsche 962C                       | D    | 116   |
| 8       | C      | 11 | Porsche Kremer Racing Convector  | Anders Olofsson Anthony Reid         | Porsche Type-935 3.0L Turbo Flat-6 | D    | 116   |
| 9       | C      | 10 | Porsche Kremer Racing            | Bernd Schneider Sarel van der Merwe  | Porsche 962CK6                     | Y    | 115   |
| 9       | C      | 10 | Porsche Kremer Racing            | Bernd Schneider Sarel van der Merwe  | Porsche Type-935 3.0L Turbo Flat-6 | Y    | 115   |
| 10      | C      | 8  | Joest Porsche Racing             | Jonathan Palmer Michael Bartels      | Porsche 962C                       | M    | 115   |
| 10      | C      | 8  | Joest Porsche Racing             | Jonathan Palmer Michael Bartels      | Porsche Type-935 3.2L Turbo Flat-6 | M    | 115   |
| 11      | C      | 14 | Richard Lloyd Racing             | Manuel Reuter Steven Andskär         | Porsche 962C GTi                   | G    | 114   |
| 11      | C      | 14 | Richard Lloyd Racing             | Manuel Reuter Steven Andskär         | Porsche Type-935 3.0L Turbo Flat-6 | G    | 114   |
| 12      | C      | 16 | Brun Motorsport                  | Jésus Pareja Walter Brun             | Porsche 962C                       | Y    | 113   |
| 12      | C      | 16 | Brun Motorsport                  | Jésus Pareja Walter Brun             | Porsche Type-935 3.0L Turbo Flat-6 | Y    | 113   |
| 13      | C      | 26 | Obermaier Racing                 | Harald Grohs Otto Altenbach          | Porsche 962C                       | G    | 113   |
| 13      | C      | 26 | Obermaier Racing                 | Harald Grohs Otto Altenbach          | Porsche Type-935 3.0L Turbo Flat-6 | G    | 113   |
| 14      | C      | 9  | Joest Racing                     | Henri Pescarolo "John Winter"        | Porsche 962C                       | G    | 113   |
| 14      | C      | 9  | Joest Racing                     | Henri Pescarolo "John Winter"        | Porsche Type-935 3.0L Turbo Flat-6 | G    | 113   |
| 15      | C      | 17 | Brun Motorsport                  | Bernard Santal                       | Porsche 962C                       | Y    | 113   |
| 15      | C      | 17 | Brun Motorsport                  | Bernard Santal                       | Porsche Type-935 3.0L Turbo Flat-6 | Y    | 113   |
| 16      | C      | 32 | Konrad Motorsport                | Franz Konrad Harri Toivonen          | Porsche 962C                       | G    | 112   |
| 16      | C      | 32 | Konrad Motorsport                | Franz Konrad Harri Toivonen          | Porsche Type-935 3.0L Turbo Flat-6 | G    | 112   |
| 17      | C      | 20 | Team Davey                       | Giovanni Lavaggi Val Musetti         | Porsche 962C                       | D    | 111   |
| 17      | C      | 20 | Team Davey                       | Giovanni Lavaggi Val Musetti         | Porsche Type-935 3.0L Turbo Flat-6 | D    | 111   |
| 18      | C      | 29 | Chamberlain Engineering          | Robbie Stirling Bernard Thuner       | Spice SE89C                        | G    | 108   |
| 18      | C      | 29 | Chamberlain Engineering          | Robbie Stirling Bernard Thuner       | Ford Cosworth DFZ 3.5L V8          | G    | 108   |
| 19      | C      | 39 | Swiss Team Salamin               | Antoine Salamin Max Cohen-Olivar     | Porsche 962C                       | G    | 107   |
| 19      | C      | 39 | Swiss Team Salamin               | Antoine Salamin Max Cohen-Olivar     | Porsche Type-935 3.0L Turbo Flat-6 | G    | 107   |
| 20      | C      | 35 | Louis Descartes                  | François Migault François Wettling   | ALD C289                           | D    | 97    |
| 20      | C      | 35 | Louis Descartes                  | François Migault François Wettling   | Ford Cosworth DFL 3.3L V8          | D    | 97    |
| 21 DSQ† | C      | 3  | Silk Cut Jaguar                  | Martin Brundle                       | Jaguar XJR-11                      | G    | 119   |
| 21 DSQ† | C      | 3  | Silk Cut Jaguar                  | Martin Brundle                       | Jaguar JV6 3.5L Turbo V6           | G    | 119   |
| 22 DSQ† | C      | 4  | Silk Cut Jaguar                  | Andy Wallace Jan Lammers             | Jaguar XJR-11                      | G    | 117   |
| 22 DSQ† | C      | 4  | Silk Cut Jaguar                  | Andy Wallace Jan Lammers             | Jaguar JV6 3.5L Turbo V6           | G    | 117   |
| 23 DNF  | C      | 15 | Brun Motorsport                  | Oscar Larrauri Harald Huysman        | Porsche 962C                       | Y    | 116   |
| 23 DNF  | C      | 15 | Brun Motorsport                  | Oscar Larrauri Harald Huysman        | Porsche Type-935 3.0L Turbo Flat-6 | Y    | 116   |
| 24 DNF  | C      | 37 | Toyota Team Tom's                | Geoff Lees John Watson               | Toyota 89C-V                       | B    | 112   |
| 24 DNF  | C      | 37 | Toyota Team Tom's                | Geoff Lees John Watson               | Toyota R36V 3.6L Turbo V8          | B    | 112   |
| 25 DNF  | C      | 36 | Toyota Team Tom's                | Johnny Dumfries Roberto Ravaglia     | Toyota 90C-V                       | B    | 99    |
| 25 DNF  | C      | 36 | Toyota Team Tom's                | Johnny Dumfries Roberto Ravaglia     | Toyota R36V 3.6L Turbo V8          | B    | 99    |
| 26 DNF  | C      | 13 | Courage Compétition              | Pascal Fabre Michel Trollé           | Cougar C24S                        | G    | 54    |
| 26 DNF  | C      | 13 | Courage Compétition              | Pascal Fabre Michel Trollé           | Porsche Type-935 3.0L Turbo Flat-6 | G    | 54    |
| 27 DNF  | C      | 40 | The Berkeley Team London         | Ranieri Randaccio "Stingbrace"       | Spice SE89C                        | G    | 45    |
| 27 DNF  | C      | 40 | The Berkeley Team London         | Ranieri Randaccio "Stingbrace"       | Ford Cosworth DFZ 3.5L V8          | G    | 45    |
| 28 DNF  | C      | 30 | GP Motorsport                    | Beppe Gabbiani Jari Nurminen         | Spice SE90C                        | D    | 35    |
| 28 DNF  | C      | 30 | GP Motorsport                    | Beppe Gabbiani Jari Nurminen         | Ford Cosworth DFZ 3.5L V8          | D    | 35    |
| 29 DNF  | C      | 31 | GP Motorsport PC Automotive      | Richard Piper Mike Youles            | Spice SE89C                        | G    | 35    |
| 29 DNF  | C      | 31 | GP Motorsport PC Automotive      | Richard Piper Mike Youles            | Ford Cosworth DFZ 3.5L V8          | G    | 35    |
| 30 DNF  | C      | 28 | Chamberlain Engineering          | Will Hoy Nick Adams                  | Spice SE89C                        | G    | 7     |
| 30 DNF  | C      | 28 | Chamberlain Engineering          | Will Hoy Nick Adams                  | Ford Cosworth DFZ 3.5L V8          | G    | 7     |
| 31 DNF  | C      | 27 | Obermaier Racing                 | Harald Grohs Otto Altenbach          | Porsche 962C                       | G    | 1     |
| 31 DNF  | C      | 27 | Obermaier Racing                 | Harald Grohs Otto Altenbach          | Porsche Type-935 3.0L Turbo Flat-6 | G    | 1     |
| DNS     | C      | 12 | Courage Compétition              | Michel Trollé                        | Cougar C24S                        | G    | -     |
| DNS     | C      | 12 | Courage Compétition              | Michel Trollé                        | Porsche Type-935 3.0L Turbo Flat-6 | G    | -     |
| DNQ     | C      | 41 | Alba Formula Team                | Gianfranco Trombetti Marco Brand     | Alba AR20                          | G    | -     |
| DNQ     | C      | 41 | Alba Formula Team                | Gianfranco Trombetti Marco Brand     | Buick 4.5L V6                      | G    | -     |

† - #3 and #4 Silk Cut Jaguars sta bila diskvalificirana zaradi porabljene večje količine goriva od dovoljene.

## Statistika
- Najboljši štartni položaj - #1 Team Sauber Mercedes - 1:16.952
- Najhitrejši krog - #1 Team Sauber Mercedes - 1:23.597
- Povprečna hitrost - 166.64km/h